# Мост (окръг)
Вижте пояснителната страница за други значения на Мост.
Окръг Мост (на чешки: Okres Most) се намира в Устецки край на Чешката република. Площта му е 467,16 km2, а населението му – 113 371 души (2016). Административен център е едноименният град Мост. В окръга има 26 населени места, от които 6 града. Код по LAU 1 – CZ0425.

## География
Разположен е в северната част на края. Граничи с окръзите Хомутов, Теплице и Лоуни на Устецкия край. На север се намира държавната граница с Германия.

## Градове и население
По данни за 2009 г.:
| Град                 | Население |
| -------------------- | --------- |
| Мост                 | 69 572    |
| Литвинов             | 28 243    |
| Мезиборжи            | 5014      |
| Лом                  | 3912      |
| Хорни Иржетин        | 2109      |
| Хора Свате Катержини | 423       |

| Общо            | Жени             | Мъже             |
| --------------- | ---------------- | ---------------- |
| 120 619 (100 %) | 60 277 (49,97 %) | 60 342 (50,03 %) |

## Образование
По данни от 2003 г.:
| Вид училище                         | Брой училища |
| ----------------------------------- | ------------ |
| Детски градини                      | 20           |
| Начални училища                     | 29           |
| Гимназии                            | 2            |
| Средни училища и промишлени училища | 12           |
| Средни професионални училища        | 7            |
| Висши професионални училища         | 2            |

## Здравеопазване
По данни от 2010 г.:
| Лекари                                      | 372 |
| Болници                                     | 3   |
| Специализирани заведения за лечение и отдих | 2   |
| Зъболекари                                  | 51  |
| Аптеки                                      | 22  |

## Транспорт
През окръга преминават първокласните пътища (пътища от клас I) I/13, I/15, I/27 и I/28. Пътища от клас II в окръга са II/249, II/251, II/254, II/255, II/256 a II/271.